# Pietro Pileo da Prata
Pietro Pileo da Prata (1330 - dezembro de 1401) foi um cardeal italiano, Deão do Sagrado Colégio dos Cardeais.

## Biografia
Da família dos condes de Prata, era filho de Biaquino di Prata, conde de Pórcia e Brugnera e signore de Ragogna e Enselgarda da Carrara.
Eleito bispo de Treviso em 1 de junho de 1358, nunca tomou posse da Sé. Transferido para a Sé de Pádua em 12 de junho de 1359. Promovido a sé metropolitana de Ravena em 23 de janeiro de 1370, a promoção foi em compensação por não ter sido promovido ao patriarcado de Aquileia, que foi recusada pelo Papa Urbano V, apesar da insistência dos florentinos. Em 3 de janeiro de 1371, ele estava em Bolonha com o papa, que nomeou-o Legado. Núncio em Bruges em 1375. Em 4 de janeiro de 1378, o Papa Gregório XI ofereceu para transferi-lo para a Sé de Tournai, com o privilégio de um pálio e a promessa de um patriarcado quando ficasse vago, mas parece que ele recusou a oferta.
Foi criado cardeal-presbítero no consistório de 18 de setembro de 1378, recebendo o título de Santa Prassede. Nomeado embaixador na Germânia ante o Conde Luís de Flandres. Em 29 de setembro de 1378, ele recebeu faculdades do papa para também ir para a Dinamarca, Suécia e Noruega; ele escreveu ao rei da França, Carlos V, em 1378; ele estava em Mainz em 1380 com o Rei Venceslau dos romanos e a rei da Boêmia. Cardeal protopresbítero a partir de maio de 1381. Legado na Inglaterra. Passa para a ordem dos cardeais-bispos e recebe a sé suburbicária de Frascati antes de 10 de novembro de 1385, depois de seu retorno a Roma de sua legação. Ele foi para Nápoles para reconciliar o rei Carlos e o Papa Urbano VI, seu prisioneiro. No final de 1385, juntamente com mais quatro cardeais, ele assinou uma carta, dirigida ao clero romano, sobre os atos violentos de Urbano VI. O papa preso escapou, dessa forma o cardeal queimou seu chapéu vermelho na praça de Pavia em 1386, e se aliou com o antipapa Clemente VII, que o aceitou e enviou-lhe outro chapéu para Pavia, no final do ano com o Núncio Pierre Girard, futuro cardeal.
Nomeado pelo antipapa administrador da Sé de Viviers em 29 de janeiro de 1387, ocupou o cargo até setembro de 1390. Chegou em Avinhão em 13 de junho de 1387 e, logo depois, recebeu o título de Santa Priscila.  Em 7 de outubro de 1387, o Papa Urbano VI excomungou-o e privou-o do cardinalato e do arcebispado de Ravena, além de ter revogado seu cargo de administrador de Viviers em 23 de dezembro de 1388. Enviado pelo antipapa Clemente VII como legado, à frente de um exército, para o norte da Itália, em 9 de fevereiro de 1388. Com a morte do Papa Urbano VI, ele voltou para a obediência do papa de Roma, o Papa Bonifácio IX, que lhe deu o título cardeal em 1389, enviou-lhe um outro chapéu vermelho, e mais tarde, nos consistórios secretos e públicos de 13 fevereiro de 1391, o fez bispo de Frascati novamente. Pietro também é conhecido como Tricapella (de tribus capellis se pileis) pelos três chapéus vermelhos que ele recebeu. Em 1392, ele foi responsável pela reorganização da Universidade de Perúgia. Legado em Umbria em 1393. Fundou o Collegio Pratense em Pádua em 1394, deixou toda a sua fortuna para a instituição para a formação e o apoio de vinte alunos de Direito Canônico. Retornou a Roma em 9 de janeiro de 1397. Nomeado vigário geral do papa em Roma, ele pontificava no Natal de 1398, na presença de sete cardeais.
Tornou-se Decano do Colégio dos Cardeais em 1397, por ser o mais velho entre os cardeais-bispos após a morte de Filipe d'Alençon.
Morreu em dezembro de 1401, em Roma. Está enterrado na Catedral de Pádua.

## Conclaves
- Conclave de 1389 - não participou da eleição do Papa Bonifácio IX
- Conclave de 1394 - não participou da eleição do Antipapa Bento XIII